# Запис клен код цркве (Туларе)
Запис клен код цркве (Туларе) се налази на парцели чији је власник Црквена општина.

## Локација
| Општина             | Медвеђа                                                          |
| Катастарска општина | Туларе                                                           |
| Потес               | Под вис мркоњски                                                 |
| Координате          | 42° 47′ 30″ С; 21° 27′ 49″ И / 42.791802389311002° С; 21.4635° И |
| Надморска висина    | 546m                                                             |

## Карактеристике
Дендрометријске вредности утврђене на терену и сателитским снимцима:
| Стабло                     | Клен |
| Висина стабла              | m    |
| Обим дебла                 | m    |
| Пречник крошње             | 13m  |
| Пречник дебла              | m    |
| Висина дебла до прве гране | m    |

## База записа
Запис је у оквиру Викимедија пројекта "Запис - Свето дрво" заведен под редним бројем 1176.